# Klaubergsiefen
Der Klaubergsiefen ist ein gut achthundert Meter langer und orografisch linker Zufluss des Klaubergbachs im nordrhein-westfälischen Rheinisch-Bergischen Kreis.

## Geographie

### Verlauf
Der Klaubergsiefen entspringt auf einer Höhe von 174 m ü. NHN südlich der Wüstung Klauberg in einem Nadelwald.
Er fließt im Uhrzeigersinn um den namensgebenden Klauberg und mündet schließlich nach 845 m und auf einer Höhe von 97 m ü. NHN links in einen kleinen Teich des Klaubergbachs.

### Einzugsgebiet
Das  Einzugsgebiet des Klaubergsiefen liegt in der Bechener Hochfläche und wird über den Klaubergbach, die Dhünn, die Wupper und den Rhein zur Nordsee entwässert.
Es ist fast vollständig bewaldet und wird von Ton-, Schluff-, Sand- und Kalkgesteinen des Mitteldevon geprägt. Die vorherrschende Bodenart ist Pseudogley-Braunerde.

### Flusssystem Dhünn
- Fließgewässer im Flusssystem Dhünn